# 天母

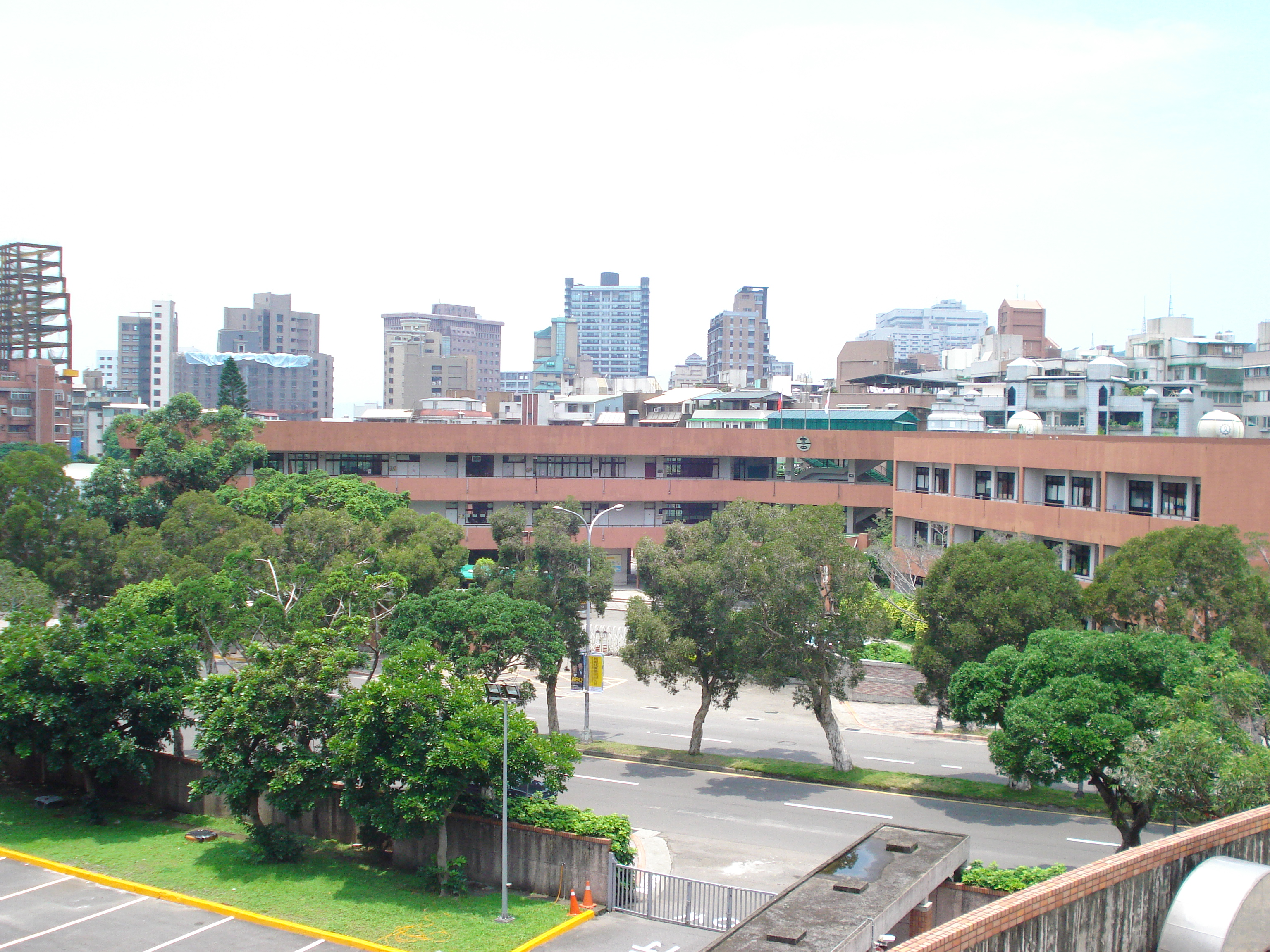
台北日本人学校

天母（テンム）は台湾台北市士林区と北投区の間に位置する高級住宅街の地名。標準中国語（国語）ではティエンムーといい、これが訛ったテンムという言い方が現地在住日本人の間などで広く使用されている。

## 概要
日本人を含む外国人居留者が多い高級住宅街である。日本人学校（台北市日僑學校）や、アメリカンスクール（台北美國學校）がある。各国の大使館も集中している。
また、近隣の裕福な住民を主な顧客とする大葉高島屋、新光三越天母店、遠東SOGO天母店などの百貨店や、華威影城などの娯楽施設、多くの飲食店などが集まっている。
日本統治時代には天母温泉と呼ばれていた紗帽谷温泉もある。

## 地名の由来
「天母」は正式地名ではない俗称である。かつては「三角埔」と呼ばれていたが、日本統治時代に神道系の新興宗教である「天母教」が、そこを本拠地として神社（天母神社）を創設したため、後に神社周辺の地域が「天母」と呼ばれるようになった。ただしこれは地名から教団名が後付された可能性もある。地元の人たちの氏神様でもある「三玉宮」には、日本時代に既に天母バス会社や天母温泉があったとされている。天母は日本の天照大御神と台湾人が信仰する媽祖の神様であったようだ。
別の説では、地名を尋ねられた台湾人が「聽無、ティアーボー（白話字：thiaⁿ-bô、台湾語で「聞き取れない」の意）」と答えたのを西洋人が聞き間違え、そのまま天母の地名になったというのである。天母教の説や天母バス会社とは別に、台湾では台湾語由来の逸話が広く知られている。

## 歴史
清国統治時代は原野であり、17世紀頃は原住民のケタガラン族が居住していたという記録が残っている。この一帯に温泉が存在することは知られていたが、毒蛇がたくさん棲息していたこともあり、開発されなかった。1931（昭和6）年に、この一帯の温泉の権利を取得した天母教が移転し、教団施設を造営、菊元百貨店の重田栄治らと温泉保養所「天母温泉」を開発するとともに、バス会社、住宅地開発などにも乗り出した。終戦後、天母教の所有する資産はすべて国民党に接収され、住宅環境が整備されていたこの地域に高級官僚である外省籍官吏たちや米軍関係者が住み始め、高級住宅街として発展した。

## 施設

### 学校
- 台北日本人学校
- 台北アメリカンスクール（英語版）
- 台北市立大学天母キャンパス

### スポーツ 施設
- 天母運動公園（中国語版）
- 台北市立天母野球場

### 百貨店
- 大葉高島屋
- 新光三越 台北天母店
- 遠東SOGO 天母店

### 使館特区
- グアテマラ大使館
- ツバル大使館
- ハイチ大使館
- パラオ大使館
- パラグアイ大使館
- ベリーズ大使館
- マーシャル諸島大使館
- サウジアラビア商務弁事処